# Бисон (Лозер)
Бисон (фр. Buisson) је насељено место у Француској у региону Лангдок-Русијон, у департману Лозер.
По подацима из 2011. године у општини је живело 231 становника, а густина насељености је износила 9,45 становника/km².

## Демографија
| 1962. | 1968. | 1975. | 1982. | 1990. | 2011. |
| ----- | ----- | ----- | ----- | ----- | ----- |
| 272   | 265   | 220   | 224   | 188   | 231   |